# Microrregión de Barretos
La Microrregión de Barretos es una de las  microrregiones del estado brasileño de São Paulo perteneciente a la Mesorregión de Ribeirão Preto. Su población fue estimada en 2008 por el IBGE en 136.777 habitantes y está dividida en tres municipios. Posee un área total de 2.716,826 km².

## Municipios
- Barretos
- Colina
- Colômbia

- Datos: Q1943951